# Kalibrace
Kalibrace je soubor úkonů, kterými se za specifikovaných podmínek stanoví vztah mezi hodnotami veličin, které jsou indikovány měřicím systémem nebo měřicím přístrojem nebo hodnotami reprezentovanými ztělesněnou mírou nebo referenčním materiálem, a odpovídajícími hodnotami, které jsou realizovány etalony (standardy).
V některých případech se za kalibraci považuje i adjustace výstupních hodnot měřícího systému tak, aby odpovídaly hodnotám etalonů s definovanou přesností. Například kalibrací teploměru se stanoví chyba, se kterou teploměr měří, a adjustací (například pomocí kalibračních konstant) se teploměr nastaví tak, aby indikoval skutečnou hodnotu teploty v daném bodě.